# Xenophysogobio
Xenophysogobio is een geslacht van straalvinnige vissen uit de familie van karpers (Cyprinidae).

## Soorten
- Xenophysogobio boulengeri (Tchang, 1929)
- Xenophysogobio nudicorpa (Huang & Zhang, 1986)